# Hărmăneștii Vechi, Iași
Hărmăneștii Vechi este satul de reședință al comunei Hărmănești din județul Iași, Moldova, România.